# Rose-Marie Scheffler
Rose-Marie Scheffler (8 maggio 1962) è un'ex cestista francese.

## Carriera
Con la Francia ha disputato due edizioni dei Campionati europei (1985, 1989).